# 343774 Samuelhale
343774 Samuelhale este o planetă minoră (asteroid) din centura de asteroizi. A fost descoperită pe 20 octombrie 2006 la Observatorul Național Kitt Peak de Lawrence H. Wasserman⁠(d). 
Obiectul prezintă o orbită caracterizată de o semiaxă mare de 2,3828935584825 UAi, o excentricitate de 0,15058926237533, o înclinație de 3,6039200318514 ° în raport cu ecliptica.